# Maximí Daia
Galeri Valeri Maximí, més conegut com a Maximí Daia o Daza, fou emperador romà del 305 al 313. Va ser escollit cèsar pel seu oncle Galeri, això vol dir que li concedia ser l'hereu del govern de la part oriental de l'imperi, però ell no content amb això es va proclamar august sense esperar la mort de Galeri. Licini I, l'emperador august de la part occidental el va matar per la seva deslleialtat.

## Ascens al poder
Era nebot de Galeri (fill d'una germana) i de jove fou pastor a Il·líria, ofici que va abandonar per servir a l'exèrcit, on va ascendir moderadament.
L'emperador Dioclecià havia ideat un sistema de govern segons el qual la responsabilitat quedava repartida entre dos anomenats augusts: la meitat oriental se la va quedar per a ell mateix i la meitat occidental la va confiar a Maximià. Cadascun d'aquests emperadors va nomenar un successor amb el títol de cèsar, dos homes que s'havien destacat a l'exèrcit: Constanci Clor per occident i Galeri per orient. Vint anys després d'iniciar-s el regnat de Dioclecià, va decidir que era el moment de retirar-se, però abans d'abdicar es va reunir amb Maximià i van acordar que els propers cèsars quan Constanci i Galeri fossin ascendits al rang d'augusts, serien el fill de Constanci, anomenat Constantí i el de Maximià, Maxenci, que s'havien criat com a germans a Nicomèdia.Quan va arribar el moment, l'1 de maig del 305, davant l'estupor de les tropes aplegades a Milà, Dioclecià va anunciar que els escollits com a nous cèsar eren : Sever i Maximí Daia. Sembla que el canvi de plans havia estat instigat per Galeri, en el cas de Sever per ser el seu home de confiança i en el de Maximí per la relació de parentiu, ja que mai havia destacat especialment en l'exèrcit. Se li va donar el govern de Síria i Egipte.

## El nomenament d'august
El nomenament de Sever no va ser ben acceptat per Constanci Clor, el qual a la seva mort el 306, va instigar les tropes perquè proclamessin emperador el seu fill Constantí. Maximià tampoc va acceptar el nomenament de Sever i va retornar per ajudar al seu fill Maxenci a ser reconegut emperador de la part occidental. Maxenci va lluitar contra Sever i aquest va morir el setembre del 307. Per tal de restablir el sistema de la tetrarquia, el 308 Dioclecià i Maximià es van trobar a Carnunt i van elegir august Licini, a Constantí el van reconèixer com a cèsar, i a Maximí Daia que esperava ser proclamat august (tot i que no li corresponia abans de morir Galeri) es va haver d'acontentar amb el títol de Filii Augustorum; com que no li va agradar va usurpar el títol d'august amb el suport de les legions i finalment el seu oncle li va reconèixer de fet.
Amb la mort de Maximià el 310, les relacions entre Maxenci i Constantí es van deteriorar i Maxenci es va aliar amb Maximí Daia contra Constantí i Licini. Constantí, per tal d'evitar que Maxenci formés una aliança hostil amb Licini, es va avançar i va oferir a Licini el matrimoni amb la seva germana Constància (hivern del 311–312). Maxí Daia va considerar aquest apropament una desconsideració cap a ell i va enviar ambaixadors a Roma, oferint reconeixement polític a Maxenci a canvi de suport militar.
A la mort de Galeri el 311 va entrar en una aliança amb Licini per la qual va rebre les províncies de l'Àsia Menor sense perdre les que ja tenia. Quan Licini va anar a Milà per casar-se amb la filla de Constantí el Gran (313), Maximí Dacia va aprofitar l'absència per envair Tràcia amb un exèrcit i,tot que era l'hivern, va travessar l'estret, i a l'abril del 314 va sorprendre els bizantins ocupant la seva ciutat i després va capturar Heraclea. Licini, assabentat del que passava, va retornar d'Itàlia, i es va posar al front d'un exèrcit petit, però molt disciplinat i ben entrenat, amb el qual va fer front a les forces usurpadores. La batalla que va seguir no va tenir un guanyador clar (batalla de Tziràl·lon), però el talent militar de Licini i de les seves tropes al final van aconseguir rebutjar Maximí a la zona d'Heraclea. Maximí va fugir a Nicomèdia i després a Tars, on va morir segurament enverinat. Licini va fer matar la seva dona i el seu fill.

## Persecució de cristians
Maximí Daia va renovar les persecucions després que el seu oncle hagués posat fi amb un edicte de tolerància. La decisió la va prendre en resposta a una petició de diverses autoritats ciutadanes. En una resposta als habitants de Tir, transcrita per Eusebi de Cesarea, Maximí es va expressar segons la tradició pagana, tot dient que "l'amable dedicació que cal tenir als déus" és la mateixa que caldria esperar per tenir bones collites, bona salut i una mar en calma, i si així no fos, un hauria de culpar-se pel "destructiu error de la buida vanitat d'aquells impius [que] carreguen el món amb la seva actitud vergonyosa". En una inscripció, trobada a Arycanda, en la qual les ciutats de Lícia i Pamfília demanaven a prohibició del cristianisme, Maximí va replicar, en una altra inscripció, expressant la seva esperança que "aquells [...]qui, després d'haver estat alliberats de […] han buscat la manera de […] alegreu-vos [com] si us haguéssiu recuperat d'una greu malaltia".
Després de la victòria de Constantí sobre Maxenci, Maximí va escriure al prefecte pretorià Sabí que valia més "fer tornar les províncies a la veneració dels déus que fer exhortacions i adulacions". Finalment, el dia abans del seu enfrontament amb Licini, va acceptar l'edicte de Galeri i, després de ser derrotat, poc abans de la seva mort a Tar, va proclamar un edicte de tolerància garantint als cristians el dret a reunir-se, construir esglésies i a reclamar que se'ls tornessin les propietats confiscades.